# Втора армия
Втора българска армия е българска военна част – полева армия формирана за действие в южно направление, Беломорския военен театър и защита при нападение от Гърция, но участва и в действията на войските ни срещу Турция и Сърбия.

## История
На 17 септември 1912 г. с указ на цар Фердинанд I са мобилизирани българските въоръжени сили, с което са образувани три полеви армии. Втора армейска зона със седалище Пловдив е щаб квартирата на втора армия.

## Балкански войни (1912 – 1913)
На 17 септември България обявява мобилизация на армията си и трите полеви армии се активизират. Генерал-лейтенант Никола Иванов е назначен за командващ на Втора армия, а полковник Никола Жеков става началник-щаб.
Мобилизацията ѝ и разположението се извършват по график и на 30 септември почти всички единици достигат обозначените зони по границата с Османската империя. Щаб квартирата на армията се установява в Симеоновград. На 5 октомври 1912 година България обявява война на Османската империя.

### Командване и състав
Щаб на армията
- Командващ армията – от свитата на Негово Височество, генерал-лейтенант Никола Иванов
- Началник на щаба на армията – от Генералния щаб, полковник Никола Жеков
- Началник на оперативното отделение – подполковник Попов
- Началник на артилерията – артилерийски инженер, полковник Георги Кушев
- Началник на обсадната артилерия – артилерийски инженер, полковник Стоян Загорски
- Началник на инженерните войски – военен инженер, полковник Александър Атанасов
- Началник на санитарната част – санитарен полковник Георги Мачев
- Началник на тиловото управление – полковник Константин Марков
- Интендант – полковник Беров
- Началник на съобщенията и етапите – полковник Тодоров

Дивизии, бригади и отряди
- 8-а пехотна тунджанска дивизия – генерал-майор Димитър Кирков
- 9-а пехотна плевенска дивизия – от Генералния щан, генерал-майор Радой Сираков
- 1-ва бригада от 3-та пехотна балканска дивизия – полковник Иван Паскалев
- Хасковски отряд – полковник Васил Делов

Втора армия има следния състав:
|                                  | Батальони | Ескадрони | Батареи | Брой   | Пушки  | Картечници | Оръдия |
| -------------------------------- | --------- | --------- | ------- | ------ | ------ | ---------- | ------ |
| Административен персонал         |           |           |         | 1327   | 249    |            |        |
| Осма пехотна тунджанска дивизия  | 25        | 2         | 15      | 35 473 | 26 908 | 24         | 72     |
| Девета пехотна плевенска дивизия | 25        |           | 15      | 34 690 | 24 019 | 24         | 72     |
| Хасковски отряд                  | 8         | 1         | 9       | 11 867 | 8302   | 8          | 42     |
| Смесена конна бригада            |           | 6         |         | 1551   | 1031   | 4          |        |
| Втора гаубична секция            |           |           | 3       |        |        |            | 12     |
| Общо                             | 58        | 9         | 42      | 83 357 | 60 059 | 60         | 198    |

Задачата на армията е да неутрализира силния одрински гарнизон, докато първа и трета български армии задържат главните сили на османската източна армия. След като започва напредването, за да постигне целите си, българската армия временно е подсилено с първа бригада на трета пехотна балканска дивизия (9236 души, ок.8300 пушки и 8 картечници), която е придадена към девета пехотна плевенска дивизия.
В самото начало армията не среща сериозна съпротива, а главните ѝ сили (8 и 9 дивизии) напредват към Одрин. Хасковският отряд се сражава със силите на Явер паша около Кърджали и на 8 октомври влиза в града. Тази победа осигурява десния фланг на армията и прави невъзможни османските атаки на комуникационните ѝ линии.
На 9 октомври османската армия в Източна Тракия започва офанзива срещу българските сили. Гарнизонът на крепостта напуска града и атакува на запад и на изток българските втора и първа армии. Българските войски удържат атаките и принуждават турците да се изтеглят обратно в крепостта. На 10 октомври с края на опита за пробив българското висше командване заповядва на първа бригада от трета дивизия да бъде върната обратно в състава на трета пехотна балканска дивизия, а на Хасковския отряд е заповядано да остави два батальона в Кърджали и да се насочи към Одрин от западна посока.
След победата при Лозенград първа и трета армии напредват на юг в преследване на Османската източна армия и отрязват комуникационните линии между Одрин и Цариград. На трета пехотна балканска дивизия е заповядано да остане около Одрин, за да пази фланговете на армията и да си сътрудничи с втора армия. След битката крепостта е напълно изолирана и нейния командир Шукри паша нарежда нова атака на 16 октомври с 18 пехотни батальона срещу трета бригада на осма дивизия, първа бригада и втора бригада на девета дивизия, но тя се проваля и турските войски се оттеглят до главните си отбранителни линии. На същия ден се решава крепостта да бъде изцяло обкръжена и за това две бригади от девета дивизия са изпратени да помагат на трета армия, а тяхното място е заето от новосъздадената единадесета пехотна смесена дивизия. Към 26 октомври крепостта е напълно отрязана, но българскити линии са прекалено раздалени и са охранявани от много малки военни части. Българското висше командване използва преди това сключеното споразумение със Сърбия, което позволява сръбски сили да помагат в Източна Тракия и се подсилва с две дивизии на сръбската втора армия. В началото на ноември пристигат и последните сръбски сили. Голяма част от българските войски са съсредоточени край Чаталджа, което кара османските турци да опитат нов опит да пробият обсадата на 29 и 30 октомври, но тези опити са отбити. До първото мирно споразумение действията на втора армия се ограничават до затягане на обръча около Одринската крепост, за да понижат морала на нейните защитници.
По време на първото примирие, докато траят мирните преговори в Лондон, българите засилват и укрепват позициите си около крепостта. Когато става ясно, че турците няма да задоволят исканията на Балканския съюз, българското висше командване започва подготовка за подновяване на военните операции и чертае планове за превземането на Одринската крепост.
През януари 1913 година мирните преговори се провалят и бойните действия са подновени. На 26 януари 1913 година османските турци започват голяма офанзива при Булаир и при Чаталджа, за да пробият линиите на българската армия и освободят силите при Одрин. Използвайки тези операции на следващия ден Шукри паша отново заповядва атака, за да разкъса обръча около крепостта, но атаката се проваля. Офанзивата на турците като цяло има малък успех и не успява да постигне целите си. Българското висше командване накрая решава да превземе крепостта, за да прекрати всякакви нови големи опити за освобождаването ѝ, както и за да освободи силите, които я обсаждат за операции другаде. Към март втора армия е подсилена и готова за атака. Бойната ѝ зона е разделена на сектори и нейният състав е следния:
|                                | Батальони | Ескадрони | Батареи | Брой    | Пушки  | Картечници | Оръдия |
| ------------------------------ | --------- | --------- | ------- | ------- | ------ | ---------- | ------ |
| Щаб квартира                   |           |           |         | 2356    |        |            |        |
| Източен сектор                 | 50        | 9,5       | 53      |         | 41 927 | 50         | 226    |
| Южен сектор                    | 17        |           | 23      |         | 16 278 | 16         | 94     |
| Западен и Северозападен сектор | 4         |           | 8       |         | 3116   |            | 38     |
| Общо                           | 71        | 9,5       | 84      | 107 249 | 61 321 | 66         | 358    |

Сръбската втора армия (28 батальона, 18 батареи, 46 450 души; 22 433 пушки, 28 картечници и 70 оръдия) е разположена в Западния и Северозападния сектор.
Крайното нападение започва на 11 март, като силите в Източния сектор започват главната атака. След три дни тежки боеве крепостта пада, а Шукри паша се предава на генералите Никола Иванов и Георги Вазов. На 3 април Османската империя иска второ примирие, което маркира края на българските военни операции във войната.
С края на Балканската война България е принудена да прехвърли войските си в Македония и на старата граница със Сърбия. Втора армия е разквартирувана в Егейска Македония срещу цялата гръцка армия. Съставът ѝ значително се изменя и се включва две полупълни дивизии и три пехотни бригади, две от които се състоят от млади необучени и без опит младежи от териториите превзети от Османската империя. На 16 юни армията има следния състав:
|                                    | Батальони | Ескадрони | Батареи | Брой   | Пушки  | Оръдия |
| ---------------------------------- | --------- | --------- | ------- | ------ | ------ | ------ |
| Административен персонал           |           |           |         | 713    |        |        |
| Трета пехотна балканска дивизия    | 16        |           | 12      | 22 615 | 19 059 | 69     |
| Единадесета пехотна сборна дивизия | 11        |           | 6       | 24 399 | 20 110 | 68     |
| 1/10 пехотна бригада               | 8         |           | 3       | 10 430 | 8100   | 12     |
| Драмска бригада                    | 8         |           | 4       | 8336   | 6820   | 8      |
| Сярска бригада                     | 8         |           | 4       | 8583   | 6945   | 18     |
| Армейски единици                   | 6         | 10        | 8       |        |        |        |
| Общо                               | 57        | 10        | 37      | 75 076 | 61 034 | 175    |

На 17 юни веднага след атаката на четвърта българска армия срещу сърбите, втора армия напредва към гръцките сили. Единадесета дивизия и Сярската бригада отхвърлят с лекота гръцките сили при Правище, докато главните гръцки сили се оттеглят на десния бряг на Струма няколко дни по-рано. В центърът на линията първи батальон на десета пехотна бригада и втори батальон на трета бригада също напредват и укрепват позициите си около Кукуш и Негован. Междувременно трети батальон от трета бригада атакува слабите авангардни части на сърбите западно от Дойранското езело и превземат Гевгели. Армията остава разпръсната на фронт с дължина 96 километра, което доста затруднява координацията и сътрудничеството между частите ѝ, оставяйки генерал Иванов без резерви.
По време на първоначалното българско напредване гръцката армия не завършва събирането на частите си, но когато посоката на напредване се изчиства става ясно, че четвърта българска армия е сериозна заета с борба срещу сърбите, а гръцкото командване решава да премине в настъпление. За тази цел гърците има осем пехотни дивизии и кавалерийска бригада, почти цялата им армия. На 19 юни те напредват с два дивизиона (6 полка) на широк фронт срещу Кукуш, където българската втора пехотна бригада на трети дивизион (2 полка) се е укрепила. Битката е тежка, но българските части успяват да удържат временно напредването, което убеждава гръцкото командване на хвърли още сили в битката и да обгради българите. Към 21 юни втори батальон на трета бригада не успява да удържи съкрушаващия по брой противник и пристигналите подкрепления от Сярската бригада не успяват да предотвратят поражението. Това кара българските части да отстъпят. Ситуацията в другите сектори с части на втора армия също бързо се влошава. Части на трети батальон на трета бригада са победени при Калиново от гръцката десета дивизия, а първи батальон на десета бригада, подкрепян от части на Драмската бригада е победен при Лахна от гръцките първа и шеста дивизии. След загубата в битката при Кукуш-Лахна българите се оттеглят на север. По дясното крило на втора армия се укрепва трета бригада, която се опитва да задържи южно от Дойран гръцката десета дивизия. Българското командване заповядва на втори батальон на шеста бригада за подкрепление, но гърците вкарват в боя още две дивизии и още веднъж българските части отстъпват на 23 юни.
Втора армия сега получава задача да защитава пътя Дойран-Струмица и Рупелското дефиле, които са жизненоважни за ариегарда на българската четвърта армия. За тази цел армията е разделена на две – 3/3 и 2/6 бригади под командването на шеста пехотна бдинска дивизия трябва да защитават първото направление и Сяр, Драма, а 2/3 и 1/10 бригади под командването на трета дивизия трябва да охраняват дефилето. Единадесета пехотна дивизия е оставена да охранява егейското крайбрежие между Струма и Места. Гръцката армия разделя силите си на две групи – 2, 3, 4, 5 и 10 дивизии заедно с кавалерийска бригада действащи в района на Струмица и втора група, състояща се от 1, 6 и 7 дивизии, които трябва да извършват демонстративни действия в Рупелското дефиле. Превъзходството на гърците в численост и тяхната артилерия се оказват решаващи и на 26 юни те завземат Струмица и заобикаляйки по фланга българите в Рупелското дефиле ги карат да отстъпят. Все пак втора армия успява да удържи позициите си достатъчно дълго, за да успе четвърта армия да отстъпи.
Сърбите и гърците сега успяват да установят директен контакт и планират съвместна офанзива, надявайки се да се съберат при Царево село и да унищожат българските 4 и 2 армии. Сърбите атакуват при Калиманци, докато главните сили на гръцката армия – 1, 2, 4, 5 и 6 дивизии напредват към Горна Джумая, а останалите дивизии прикриват фланговете им.
Втора българска армия не е в състояние да задържи гръцкото напредване след като получава тежки загуби в предишните битки, а и холерата също взема жертви. В допълнение новините за румънската и османската мобилизация понижават морала на войниците. При тези условия на 11 юли гръцките сили успяват да напреднат към северния изход на Кресненското дефиле, но сърбите от своя страна са победени в битката при Калибанци и самите гърци се оказват със свръхразтеглени линии за доставки. Втора българска армия успява да отстъпи, достигайки височита 1378. На 15 юли позицията е изоставена и силите ѝ се оттеглят северно от Горна Джумая, където фронта най-накрая е стабилизиран.
Българското командване сега планира офанзива срещу гърците за първи път от началото на войната. Четвърта и пета българска армии са поставени под общото командване на генерал Михаил Савов и на 14 юли втора армия също е включена към армейската група. Загубата на сърбите позволява на българите да концентрират големи части от четвърта армия, цялата втора армия и свежи подкрепления от първа армия срещу гръцката армия. Генерал Савов успява да събере 110 батальона, 10 ескадрона и 40 артилерийски батареи срещу 84 батальона, 12 ескадрона и 37 артилерийски батареи на гърците. Планът предвижда да бъдат победени сръбските армии, стоящи пред четвърта армия, а в същото време главните български сили да атакуват фланговете на гръцката армия и да я обградят напълно.
Операцията започва на 15 юли с успешно българско напредване по двата фланга и центъра. Генерал Васил Кутинчев, който заменя генерал Иванов като командир на втора армия на 16 юли, използва ситуацията, за да завземе височина 1378 и да осъществи натиск срещу гърците, които са прехвърлили част от своите сили по фланговете, за да ги усилят. Най-голямата заплаха за българите идва от гръцките 2 и 4 дивизии, които атакуват между 15 и 17 юли на дясното крило на втора армия в опит да отворят пространство между нея и четвърта българска армия и да се присъединят към сърбите при Царево село. Гръцкото напредване обаче е спряно и дясното крило на втора армия атакува лявото крило на гърците при Кресненското дефиле. Сърбите също се опитват да помагат на гърците, но атаките им са отблъснати от седма пехотна рилска дивизия на четвърта българска армия.
Към 17 юли българите постигат успех по десния фланг и напредват между 15 и 18 километра за три дни, докато гърците са заети с отбрана на центъра и десния си фланг. Напредването продължава и на 18 юли, но гръцкия крал постига договорка с българската делегация в Букурещ за прекратяване на огъня преди да бъдат предприети следващи атаки.
Армията е демобилизирана на 29 юли, един ден след подписването на Букурещкия мирен договор.

## Първа световна война (1915 – 1918)

### Командване и състав
Щаб на армията
- Командващ армията – генерал-лейтенант Георги Тодоров (1915 – 1917), генерал-майор Иван Луков (1917 – 1918)
- Началник на Щаба на армията – от Генералния щаб, полковник Иван Русев (1915 – 1916)
- Началник на Оперативното отделение – от Генералния щаб, подполковник Иван Вълков
- Началник на артилерията – полковник Стефан Богданов, генерал-майор Стоян Пушкаров
- Началник на инженерните войски – военен инженер полковник Симеон Добревски
- Началник на Санитарната част – санитарен полковник д-р Димо Кьойбашиев
- Началник на Военно-съдебната част – полковник Димитър Жостов
- Началник на Щаба на Тиловото управление – от Генералния щаб, генерал-майор Григор Грънчаров

Дивизии и бригади
- 3-та пехотна балканска дивизия
- 7-а пехотна рилска дивизия
- Конна дивизия
- 2-ра пехотна тракийска дивизия
- 5-а пехотна дунавска дивизия
- 11-а пехотна македонска дивизия

## Втора световна война (1941 – 1945)
От 1940 година 2-ра армия е изнесена на Прикриващия фронт, а на 20 април 1941 година под командването на генерал-лейтенант Иван Марков заема част от Беломорието.
Подробно – Димитър Йончев, България и Беломорието октомври 1940 – 9 септември 1944 г., Военнополитически аспекти, София, 1993

### Състав
- 10-а пехотна дивизия
- 2-ра гранична бригада
- 1-ви пехотен попълващ полк

На 12 май 1941 година армията е преименувана на 1-ва армия, като за неин командир е назначен генерал-лейтенант Константин Лукаш.
На 21 септември 1944 2-ра армия отново е формирана и взема участие в Нишката (8 – 18 октомври 1944) и Косовската операции (25 октомври 1944).
Немската Група армии „Е“ започва своето оттегляне от Гърция към Югославия със своите 350 000 души. Успешното оттегляне би позволило на германците да съсредоточат около 570 000 души, за да победят обединилите се вече югославски партизани, съветския Трети украински фронт и българската армия.
Българските части, които са под командването на трети украински фронт напредват в три направления – София – Ниш – Прищина, Кюстендил – Скопие и Благоевград – Велес. Втора армия под командването на генерал-майор Кирил Станчев атакува в първото направление.
Нишката операция е първата предприета от българската втора армия. Целите на операцията са да победи немските сили разположени около Ниш и чрез това да откъсне пътищата за бягство по река Морава. Съставът на армията по време на операцията е от 6 дивизии и 2 бригади.
Два дни след операцията българските части проникват в долината на река Южна Морава и на 14 октомври превземат Ниш. В района на село Мерошина българите побеждават главните сили на 7-а СС доброволческа планинска дивизия Принц Ойген, позволявайки на армията да постигне целите си, като достига Подуево.
Косовската операция е логическото продължение на Нишката операция. Започва на 25 октомври и приключва на 30 ноември. Целите на втора армия са да превземе равнината на Косово.
Въпреки че първа гвардейска дивизия и втора конна дивизия са преместени в други района, българските части все пак могат да разчитат на превъзходството си в жива сила, подкрепата на съветски военновъздушни сили и сътрудничеството с югославските партизани. Атаката започва на 25 октомври с пробив на немските линии при Подуево. Напредването е спряно от силна немска съпротива и наближаващата зима. Все пак българите успяват да превземат Прищина на 19 ноември и да навлезнат в Косово с главните си сили. Отстъпващите германци са преследвани от втора армия, която в края на ноември достига линията Рашка – Нови пазар. Това маркира края на Косовската операция и края на българското участие в първата фаза на войната срещу Германия.
Чрез договорка между българските и руските управляващи е решено в по-наташната фаза на войната да бъде използвана първа българска армия.
- 4-та пехотна дивизия
- 6-а пехотна дивизия
- 9-а пехотна дивизия
- 12-а пехотна дивизия
- 1-ва гвардейска дивизия
- 2-ра конна дивизия
- Бронирана бригада
- 4 пехотна гранична бригада

#### Жертви
- офицери – 124 души
- подофицери – 119 души
- войници – 1489 души
- общо 1732 души

## Състав към 1980
- Втора мотострелкова дивизия – Стара Загора[8]
- Седемнадесета мотострелкова дивизия – Хасково
- Пета танкова бригада – Казанлък
- Единадесета танкова бригада – Карлово
- 56-а ракетна бригада – Марино поле
- 4-ти армейски артилерийски полк – Асеновград
- 23-ти армейски противотанков артилерийски полк – Пловдив
- 54-ти армейски инженерен полк – Свищов
- 2-ри армейски свързочен полк – Пловдив
- Батальон за ЯХБЗ
- 2-ри отделен батальон за радиоелектронна борба – Пловдив
- 2-ри армейски парашутно-разузнавателен батальон – Пловдив

## Наименования
- Втора армия (1912 – 1913)
- Втора армия (1915 – 1918)
- Втора армия (1941 – 31 август 1996)
- Втори армейски корпус (31 август 1996 – 1 септември 1998)
- Сили за бързо реагиране (1 септември 1998 – 1 октомври 2000)
- Корпус за бързо реагиране (1 октомври 2000 – 15 септември 2001)
- Втори армейски корпус (15 септември 2001 – 1 юни 2003)
- Командване „Оперативни сили“ (1 юни 2003 – 1 юни 2006)

## Командващи
Званията са към датата на заемане на длъжността
| №   | звание            | име                | дати                                                  |
| --- | ----------------- | ------------------ | ----------------------------------------------------- |
| 1.  | Генерал-лейтенант | Никола Иванов      | 17 септември 1912 – 11 юли 1913                       |
| 2.  | Генерал-майор     | Васил Кутинчев     | 11 юли 1913 – 1914                                    |
| 3.  | Генерал-лейтенант | Георги Тодоров     | октомври 1915 – декември 1916                         |
| 4.  | Генерал-майор     | Христо Бурмов      | декември 1916 – 30 декември 1917                      |
| 5.  | Генерал-майор     | Иван Луков         | 30 декември 1917 – 10 октомври 1918                   |
| 6.  | Генерал-майор     | Иван Луков         | 10 октомври 1918 – 1919                               |
| 7.  | Генерал-лейтенант | Иван Марков        | 1941 – 12 май 1941                                    |
| 8.  | Генерал-лейтенант | Константин Лукаш   | 12 май 1941 – 16 ноември 1943                         |
| 9.  | Генерал-лейтенант | Никола Стойчев     | 16 ноември 1943 – 13 септември 1944                   |
| 10. | Генерал-майор     | Кирил Станчев      | 13 септември 1944 – 6 август 1946                     |
| 11. | Полковник         | Асен Греков        | 6 август 1946 – 9 ноември 1949                        |
| 12. | Полковник         | Добри Джуров       | февруари 1950 – 10 март 1951                          |
| 13. | Генерал-майор     | Дяко Дяков         | 10 март 1951 – 18 юни 1952                            |
| 14. | Полковник         | Иван Врачев        | 18 юни 1952 – 11 декември 1954, изпълняващ длъжността |
| 15. | Генерал-майор     | Демир Борачев      | 11 декември 1954 – 3 август 1956                      |
| 16. | Генерал-лейтенант | Величко Николов    | 3 август 1956 – 17 декември 1962                      |
| 17. | Генерал-лейтенант | Васил Зикулов      | 17 декември 1962 – 27 май 1967                        |
| 18. | Генерал-лейтенант | Мирчо Стойков      | 10 юни 1967 – 12 октомври 1971                        |
| 19. | Генерал-лейтенант | Динчо Велев        | 12 октомври 1971 – 14 юли 1975                        |
| 20. | Генерал-лейтенант | Цоцо Цоцов         | 14 юли 1975 – 30 декември 1981                        |
| 21. | Генерал-лейтенант | Панайот Панайотов  | 30 декември 1981 – 15 септември 1987                  |
| 22. | Генерал-лейтенант | Димитър Попов      | 15 септември 1987 – 1 септември 1991                  |
| 23. | Генерал-майор     | Любомир Василев    | 1 септември 1991 – 10 юли 1992                        |
| 24. | Генерал-майор     | Ганчо Денев        | 10 юли 1992 – 19 август 1996                          |
| 25. | Генерал-майор     | Стефан Николов     | 1 септември 1996 – 13 юли 2000                        |
| 26. | Генерал-майор     | Златан Стойков     | 14 юли 2000 – 14 юни 2002                             |
| 27. | Генерал-майор     | Кирил Василев      | 14 юни 2002 – 21 май 2003                             |
| 28. | Бригаден генерал  | Галимир Пехливанов | 22 май 2003 – 1 юни 2004                              |
| 29. | Бригаден генерал  | Атанас Самандов    | 28 май 2004 – 31 май 2006                             |
| 30. | полковник         | Румен Минчев       | 1 юни 2006 – 31 декември 2006                         |

### Заместник-командващи
Званията са към датата на заемане на длъжността
- полковник Иван Врачев – юли до октомври 1952
- генерал-майор Славейко Георгиев до 1980
- генерал-майор Панайот Панайотов – 1980 – 30 декември 1981
- полковник Стефан Дервишев – 1992 – 1993
- полковник Тодор Георгиев до 2000 г.
- полковник Янко Янев – октомври 2002 – май 2003

### Началници на щаба
Званията са към датата на заемане на длъжността
| №   | звание           | име               | дати                                 |
| --- | ---------------- | ----------------- | ------------------------------------ |
| 1.  | полковник        | Кирил Попбожилов  | 1940 – 1943                          |
| 2.  | полковник        | Стефан Терзиев    | 1944 – 1945                          |
| 3.  | полковник        | Димитър Братанов  | 1945                                 |
| 4.  | полковник        | Иван Кирчев       | 1947, временно изпълняващ длъжността |
| 5.  | полковник        | Добри Джуров      | януари 1949 – февруари 1950          |
| 6.  | полковник        | Христо Добрев     | 1956 – 2 август 1958                 |
| 7.  | генерал-майор    | Атанас Семерджиев | 1960 – 1962                          |
| 8.  | генерал-майор    | Васил Зикулов     | 1962                                 |
| 9.  | генерал-майор    | Радню Минчев      | 1978 – 1980                          |
| 10. | полковник        | Ангел Ангелов     | 1983 – 1984                          |
| 11. | полковник        | Стоян Топалов     | 1987 – 1989?                         |
| 12. | генерал-майор    | Христо Манолов    | 1996? – до 7 май 1998                |
| 13. | генерал-майор    | Златан Стойков    | 7 май 1998 – 7 юли 2000              |
| 14. | бригаден генерал | Кирчо Куртев      | 7 юли 2000 – 25 април 2003           |
| 15. | бригаден генерал | Стефан Василев    | 25 април 2003 – 2 май 2006           |

### Началници на артилерията
Званията са към датата на заемане на длъжността
| №  | звание       | име              | дати                                                      |
| -- | ------------ | ---------------- | --------------------------------------------------------- |
| 1. | подполковник | Димитър Димитров | 1 декември 1952 – 29 ноември 1954                         |
| 2. | Полковник    | Стоян Попов      | 6 септември 1955 – 13 ноември 1957                        |
| 3. | полковник    | Димитър Димитров | 14 ноември 1957 – 2 септември 1958                        |
| 4. | Полковник    | Стоян Попов      | 3 септември 1958 – 25 август 1959                         |
| 5. | Полковник    | Георги Костов    | 25 август – 31 август 1959                                |
| 6. | полковник    | Нешо Нешев       | 31 юли 1962 – 30 август 1967 (до 21 април 1963 командващ) |
| 7. | Полковник    | Добри Караджов   | 14 октомври 1967 – 14 септември 1973                      |